# Olej z łopianu
Olej z łopianu – olej z łopianu większego (Arctium lappa). Przygotowywany jest na dwa sposoby:
- zmielone korzenie macerowane są w oleju jojoba lub w oleju słonecznikowym,
- przygotowany wcześniej ekstrakt z łopianu, rozpuszczany jest w odpowiednim stężeniu w ww. oleju roślinnym.

| Zastosowanie | - W przemyśle kosmetycznym stosowany jest przy tłustej, zanieczyszczonej skórze, przy trądziku, także przy nadmiernym wypadaniu włosów i łupieżu. Olej z łopianu działa oczyszczająco, antybakteryjnie i antyseptycznie. Przy ostrym łupieżu lub nadmiernym wypadaniu włosów można w skórę głowy wmasowywać czysty olej. - W medycynie naturalnej stosuje się preparaty z korzenia łopianu w celu zwiększenia wytwarzania żółci, pobudzenia aktywności enzymów proteolitycznych, zwiększają wydzielanie soków trawiennych, obniżają poziom cukru we krwi. Ułatwiają wchłanianie pokarmu. Pobudzają wydalanie moczu i potu, przyspieszają usuwanie z ustroju szkodliwych produktów przemiany materii. Olejek jest stosowany pomocniczo w stanach zapalnych przewodu pokarmowego, w chorobach wątroby i dróg żółciowych, w zaburzeniach przemiany materii. Zewnętrznie w chorobach skóry, łupieżu, wypadaniu włosów. |
| Uwaga        | Może powodować zmiany alergiczne! |